# Préfecture de Hami
Cette page contient des caractères spéciaux ou non latins. S’ils s’affichent mal (▯, ?, etc.), consultez la page d’aide Unicode.
La préfecture de Hami (chinois : 哈密地区 ; pinyin : Hāmì Dìqū ; ouïghour : قۇمۇل ۋىلايىت / Kumul Vilayiti), parfois traduit en Koumoul ou Khamil (mongol : Хамил тойрог) est une subdivision administrative de l'est de la région autonome du Xinjiang en république populaire de Chine. Son chef-lieu est la ville de Hami.

## Histoire
De 1698 à 1930, cette préfecture forme le Khanat Kumul, vassalisé à la dynastie Qing, puis à la République de Chine (1912-1949).

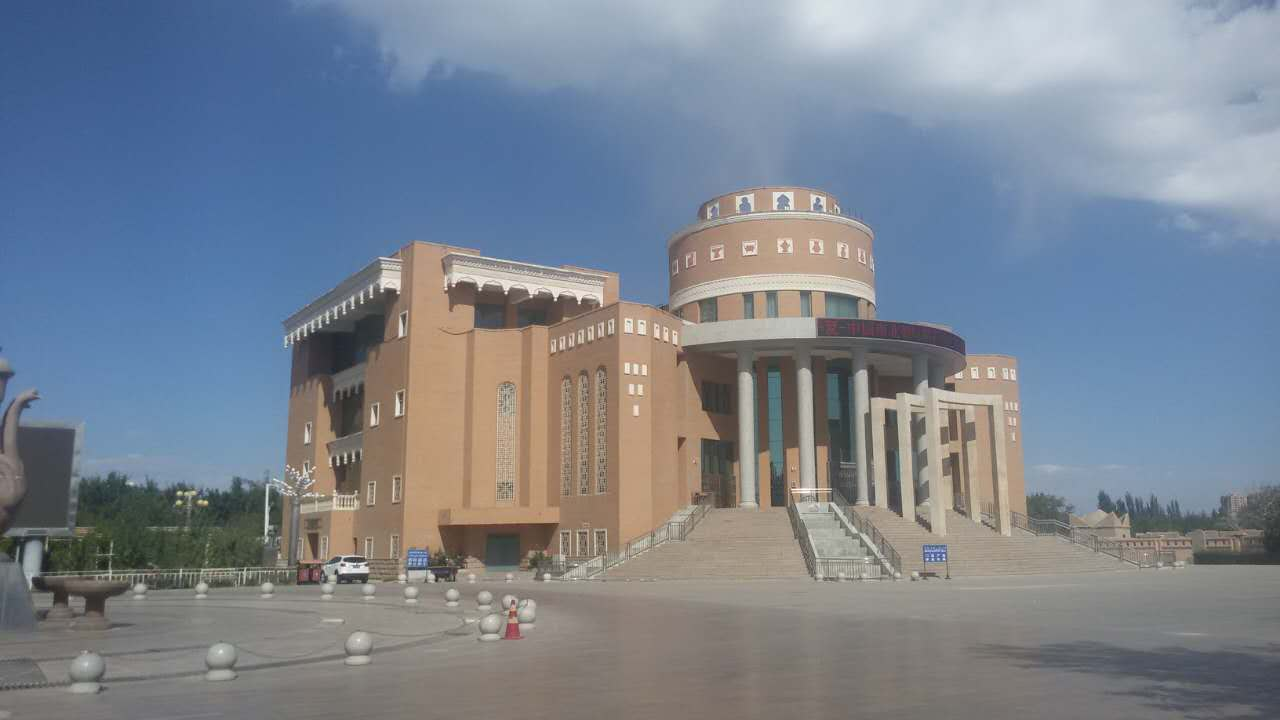
Musée (Hami)
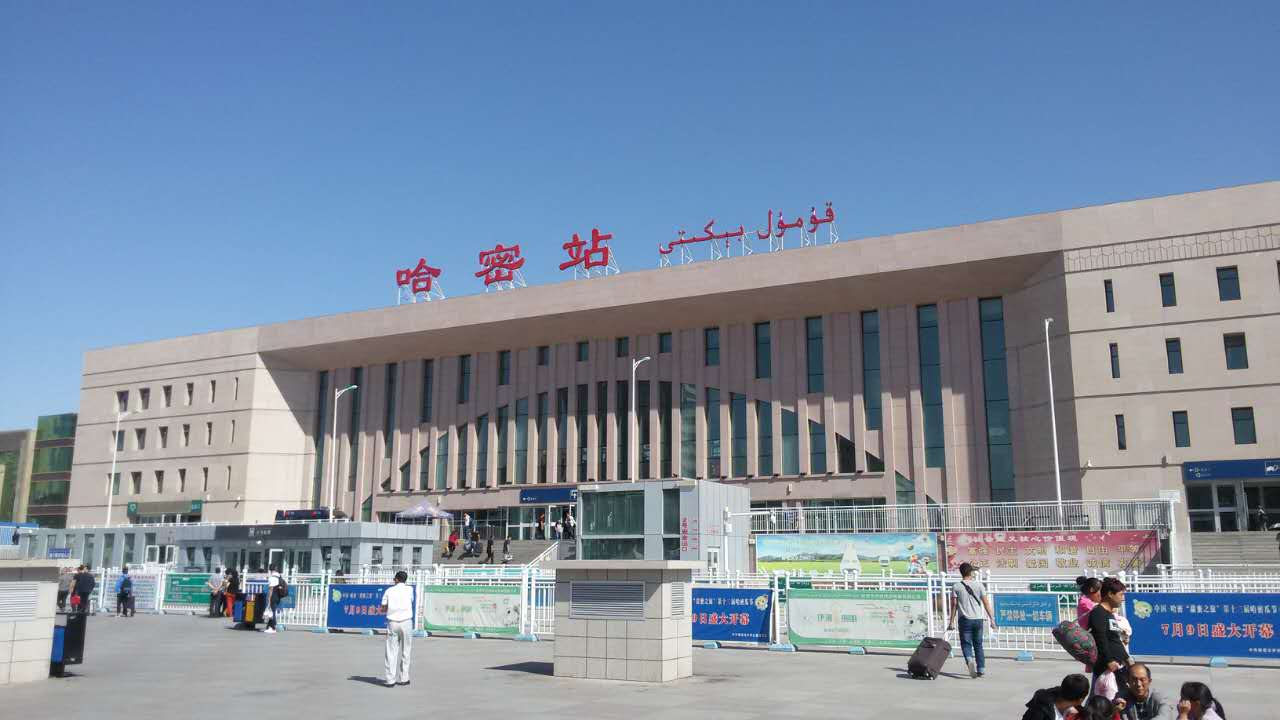
Gare ferroviaire (Hami)
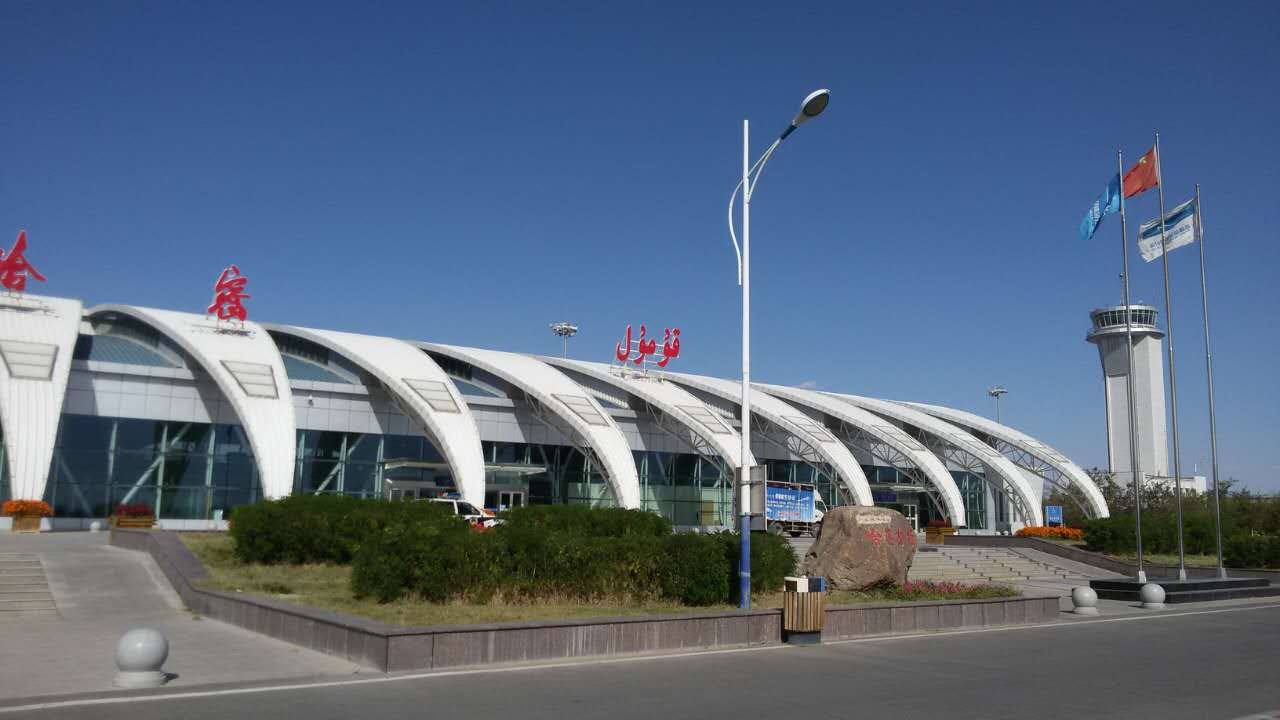
Aéroport (Hami)

## Climat
Le climat est de type continental sec. Les températures moyennes pour la ville de Hami vont de −10 °C pour le mois le plus froid à +26 °C pour le mois le plus chaud, avec une moyenne annuelle de 9,8 °C, et la pluviométrie y est de 34 mm.

## Démographie
Environ 70 % de la population de Hami est constituée de Hans, les 30 % restant se répartissant principalement entre Ouïghours, Kazakhs et Hui.
La population de la préfecture était estimée à 492 100 habitants en 2000 et à 520 000 habitants en 2004, et celle de la ville de Hami à 142 112 habitants en 2007.

## Subdivisions administratives

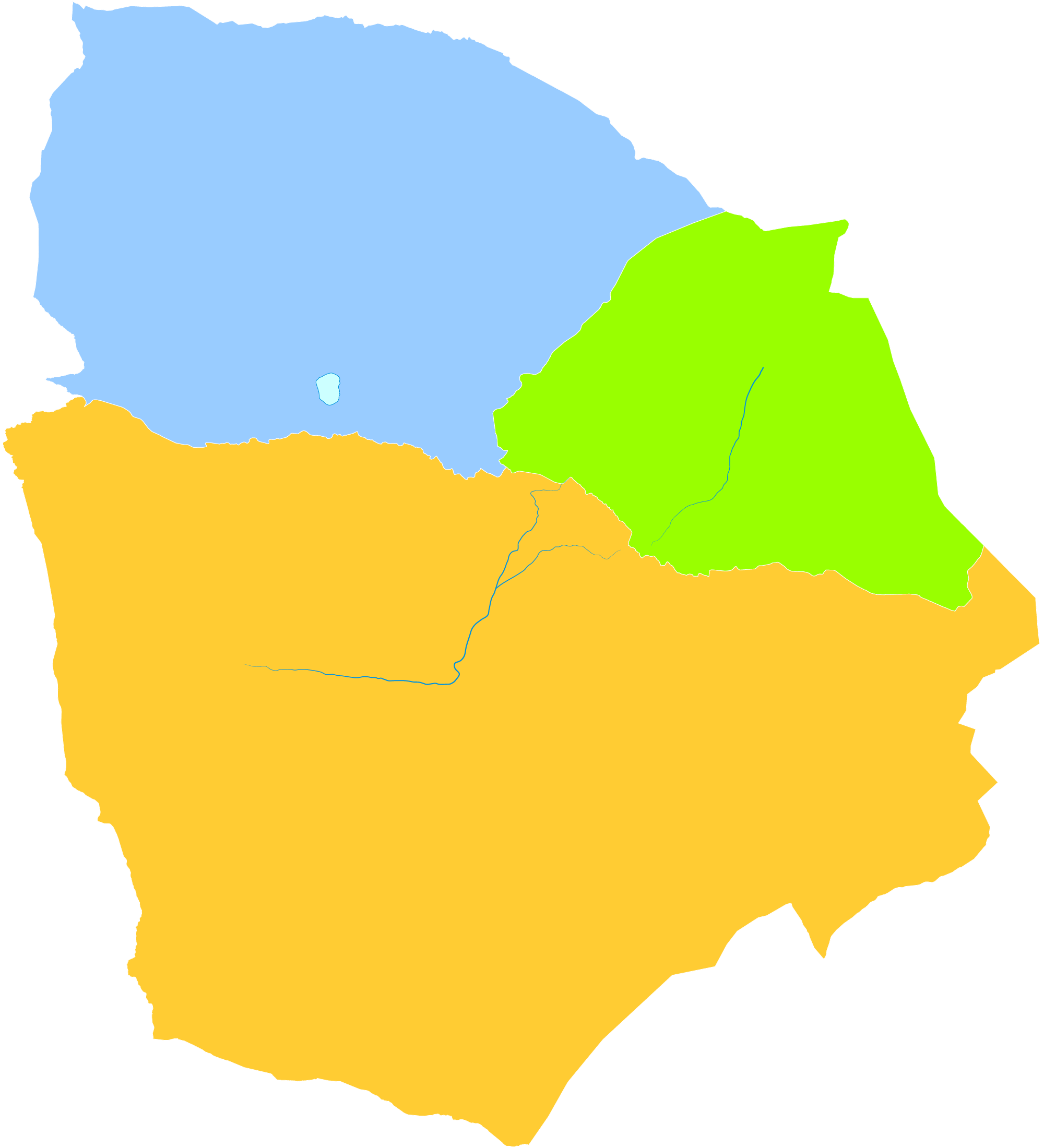
bleu : xian autonome kazakh de Barkol
vert : xian de Yiwu
jaune : district de Yizhou.

La préfecture de Hami exerce sa juridiction sur trois subdivisions ; un district, un xian et un xian autonome :
- La district de Yizhou — 伊州区, yīzhōu qū, la moitié sud ;
- Le xian de Yiwu — 伊吾县, yīwú xiàn ;
- Le xian autonome kazakh de Barkol — 巴里坤哈萨克自治县, bālǐkūn hāsàkè zìzhìxiàn.